# Алексеевка (Покровский район, Днепропетровская область)
Алексе́евка (укр. Олексі́ївка) — село,
Александровский сельский совет,
Покровский район,
Днепропетровская область,
Украина.
Код КОАТУУ — 1224280515. Население по переписи 2001 года составляло 206 человек.

## Географическое положение
Село Алексеевка находится в 2-х км от левого берега реки Волчья,
на расстоянии в 2 км от села Волчье.
По селу протекает пересыхающий ручей с запрудой.